# Trĩ đỏ
Trĩ đỏ (Phasianus colchicus) là một loài chim thuộc họ Trĩ. Danh pháp chi bắt nguồn từ tiếng Latinh phasianus, "trĩ". Danh pháp loài colchicus là tiếng Latinh của "Colchis" ( Georgia ngày nay), một quốc gia trên Biển Đen nơi mà chim trĩ đem đến châu Âu. Phasianus tách ra từ chi Gallus, một chi của gà rừng và gà thuần hóa, khoảng 20 triệu năm trước.
Chim có nguồn gốc từ châu Á và vài nơi tại châu Âu như chân đồi phía bắc của Kavkaz và Balkan. Chúng được du nhập rộng rãi đến nơi khác như một loài chim săn tiêu khiển. Ở nhiều nơi trong phạm vi, cụ thể ở những nơi không có họ hàng, chẳng hạn tại châu Âu, nơi chúng được nhập tịch, chúng chỉ được gọi đơn giản là "chim trĩ". Trĩ khoang cổ vừa là tên được sử dụng cho loài trên khắp Bắc Mỹ và cũng là tên chung cho một số phân loài và các phân lớp của chúng có vòng cổ trắng.
Đây là một loài chim săn tiêu khiển nổi tiếng, trong số những loài địa phương có tầm quan trọng hơn, có lẽ là loài phổ biến và cổ xưa nhất trên toàn thế giới. Trĩ đỏ là một trong những loài chim bị săn lùng nhiều nhất trên thế giới. Chúng được du nhập với mục đích đó ở nhiều vùng và cũng phổ biến ở các trang trại thú săn nơi chúng được nhân giống thương mại. Đặc biệt, trĩ đỏ khoang cổ được nuôi phổ biến và được đưa đến nhiều nơi trên thế giới; đàn vật nuôi của trang trại thú săn, mặc dù chưa có giống khác biệt nào được phát triển, có thể được coi là đã bán thuần dưỡng. Trĩ đỏ khoang cổ là bang điểu của bang Nam Dakota, một trong ba loài chim duy nhất của bang Hoa Kỳ không phải là loài có nguồn gốc từ Hoa Kỳ.

## Hình ảnh

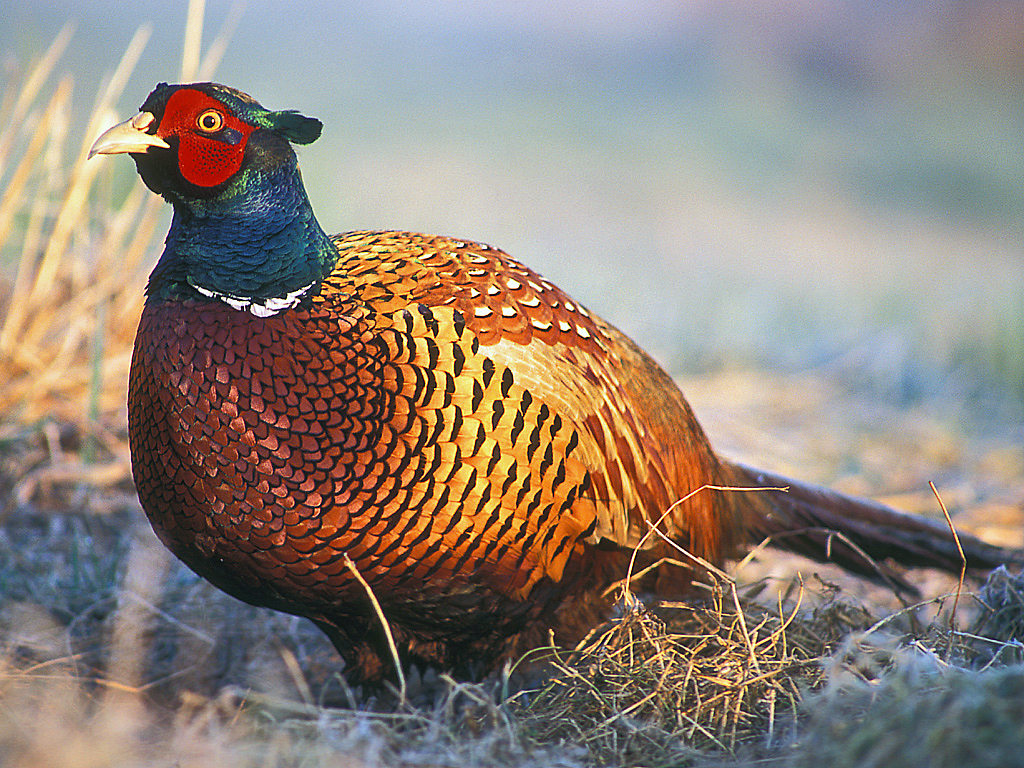
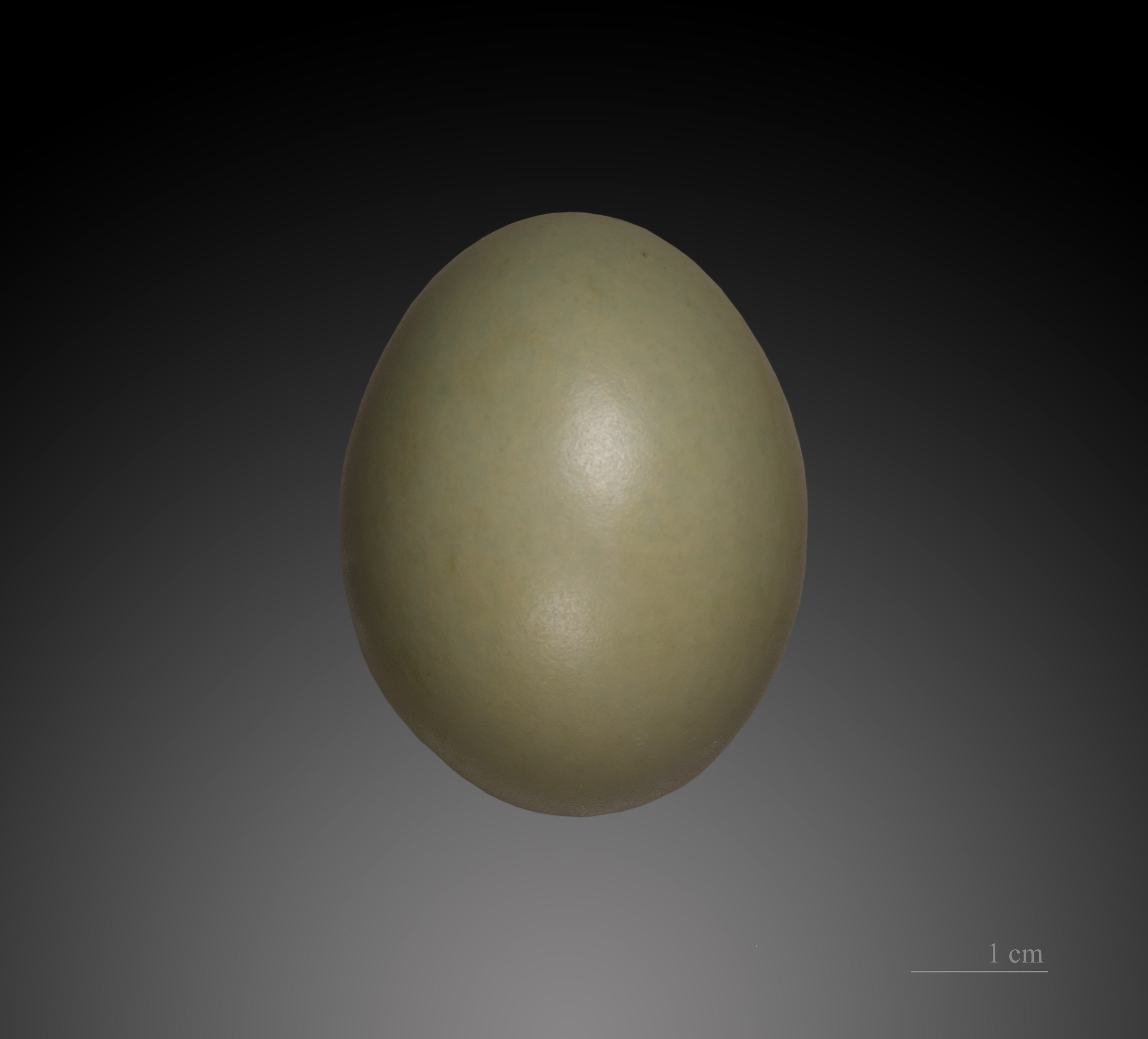
Trứng chim Phasianus colchicus
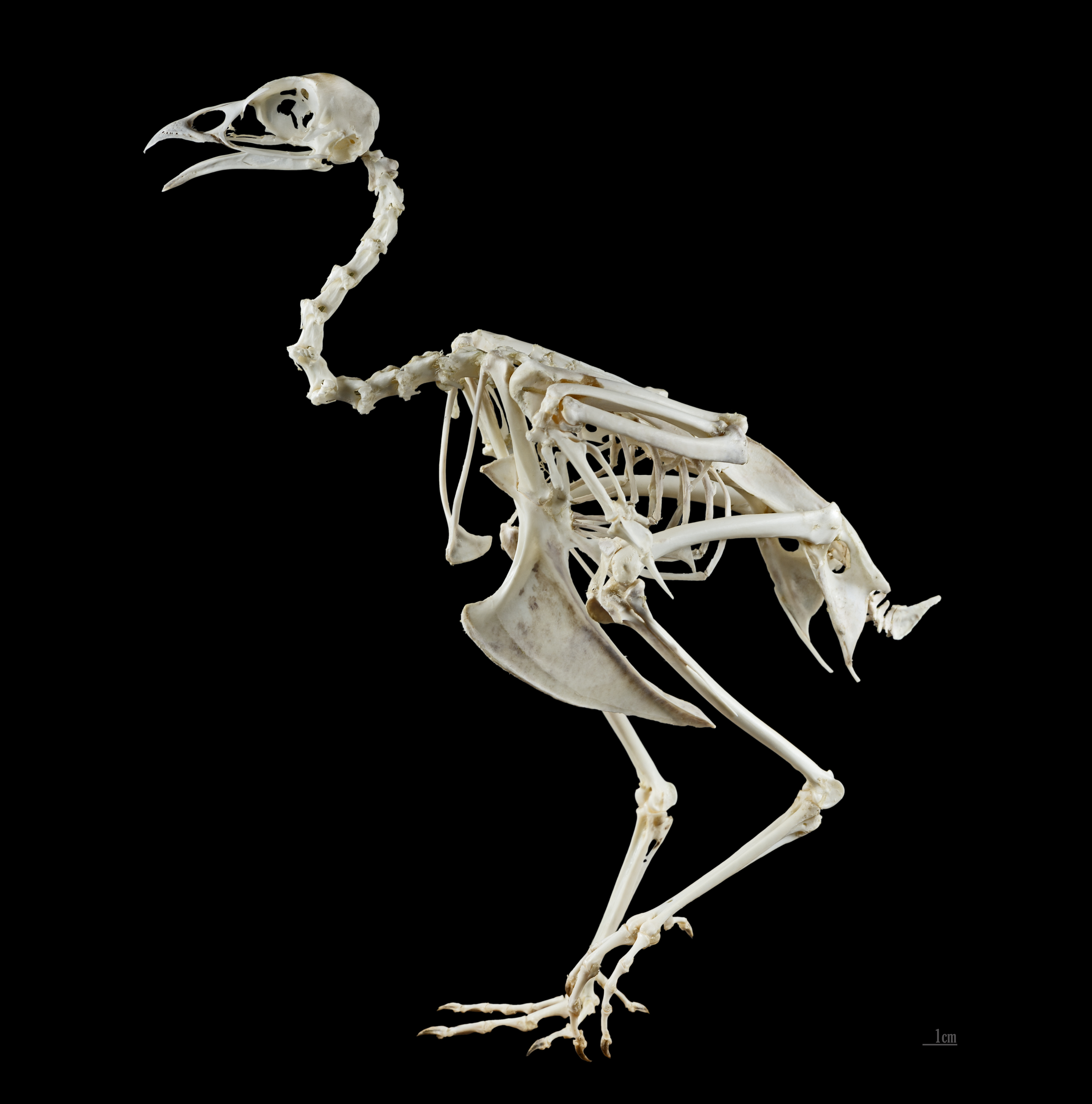
Bộ xương